# Nixéville-Blercourt
Nixéville-Blercourt ist eine französische Gemeinde mit 502 Einwohnern (Stand: 1. Januar 2022) im Département Meuse in der Region Grand Est (vor 2016 Lothringen). Sie gehört zum Arrondissement Verdun und zum Kanton Dieue-sur-Meuse.

## Geografie
Nixéville-Blercourt liegt etwa neun Kilometer südwestlich des Stadtzentrums von Verdun. Umgeben wird Nixéville-Blercourt von den Nachbargemeinden Sivry-la-Perche im Norden, Verdun im Nordosten, Landrecourt-Lempire im Osten, Les Souhesmes-Rampont im Süden, Brocourt-en-Argonne im Westen sowie Jouy-en-Argonne im Nordwesten.

## Geschichte
1973 wurden die Ortschaften Nixéville und Blercourt zur heutigen Gemeinde zusammengelegt. 

## Bevölkerungsentwicklung
| Jahr                       | 1962 | 1968 | 1975 | 1982 | 1990 | 1999 | 2006 | 2019 |
| Einwohner                  | 155  | 173  | 299  | 421  | 419  | 422  | 427  | 491  |
| Quellen: Cassini und INSEE |      |      |      |      |      |      |      |      |

## Sehenswürdigkeiten
- Kirche Saint-Léger in Nixéville, ursprünglich aus dem 12. Jahrhundert, 1825 wiedererrichtet
- Kirche Saint-Pierre-ès-Liens in Blercourt aus dem Jahre 1740
- Militärfriedhof

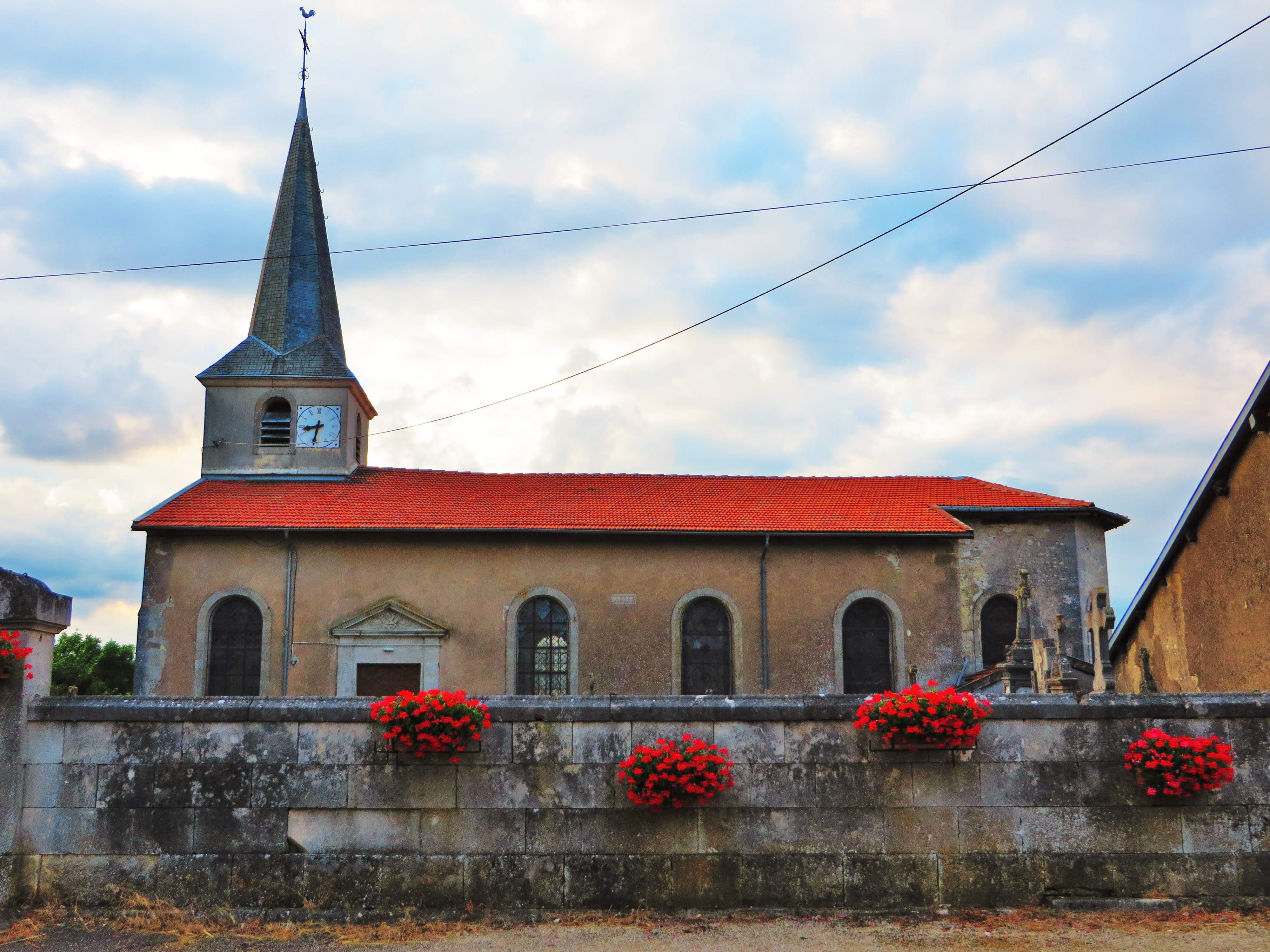
Kirche Saint-Léger
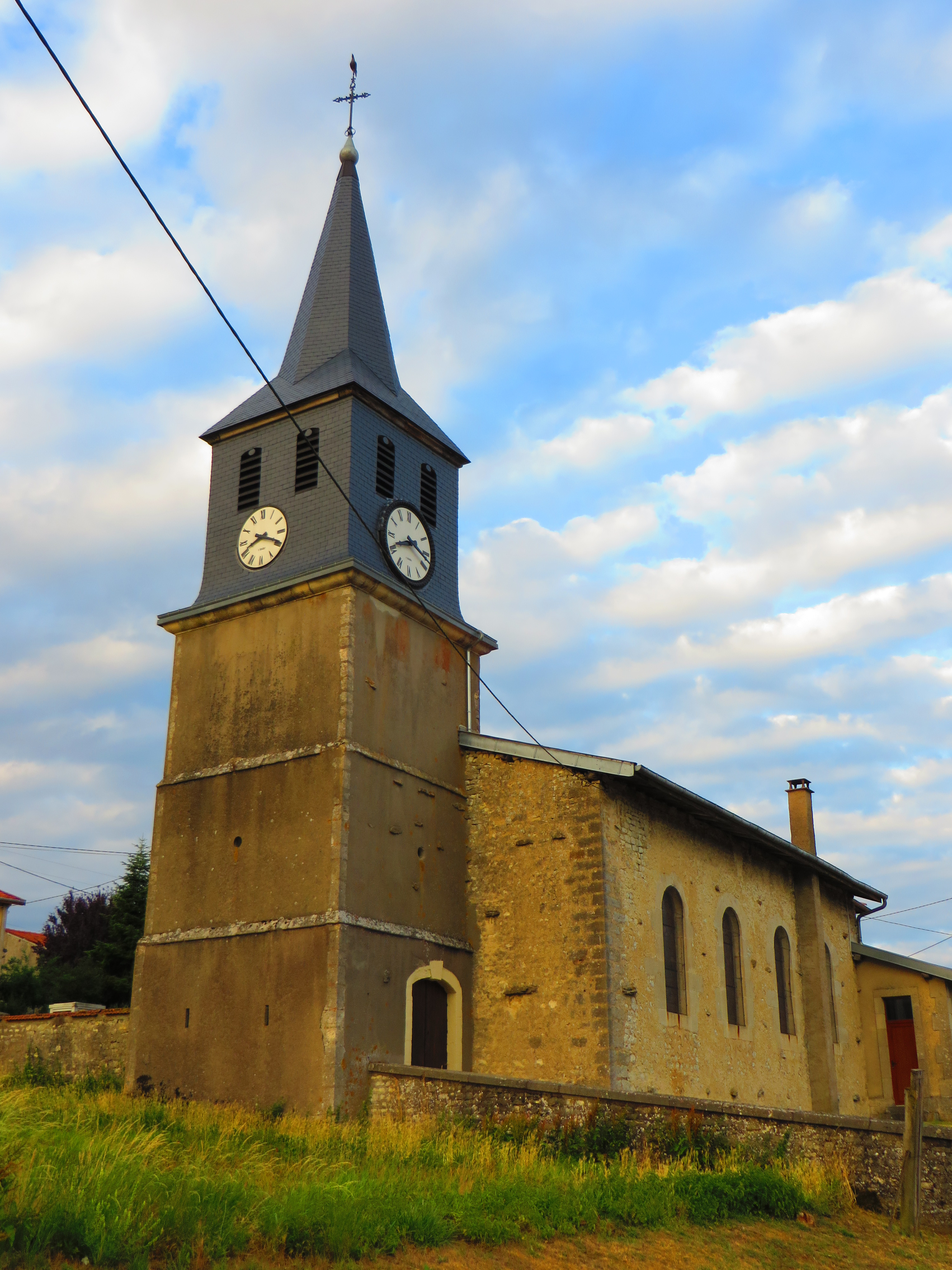
Kirche Saint-Pierre-ès-Liens